# One Cool Jacsoエンターテインメント
One Cool Jacsoエンターテインメント（ワンクールジャクソ・エンターテインメント、中: 天加一文化傳媒、朝: 원쿨잭소 엔터테인먼트、英: One Cool Jacso Entertainment）は、中国の芸能プロダクションである。元UNINEの姚柏南、韓国の女性アイドルグループ「SKYLE」などが所属している。

## 沿革
- 2016年 - One CoolグループがJacso エンターテインメントと協力してOne Cool Jacsoエンターテインメントを設立。
- 2017年 - 中国・上海にOne Cool Jacsoエンターテインメントを設立。
- 2018年 - 韓国に系列事務所としてGood Luckエンターテインメントを設立。 [1][2][3]

## 所属芸能人
- SKYLE - 韓国の4人組女性アイドルグループ。2021年8月4日にデビュー。
- ノウル - 韓国の元RAINBOWのメンバー。2020年に系列事務所のGood Luckエンターテインメントと契約。
- 姚柏南 - 中国のアイドルグループUNINEの元メンバー。青春有你に出演。
- XODIAC（OCJ NEWBIES）[4] - 韓国の9人組男性アイドルグループ。2023年4月25日デビュー。

### 公式
- onecooljacso Entertainment - 公式ウェブサイト（中国語）